# Manuel Gutiérrez
Manuel Gutiérrez (8 de abril de 1920) é um ex-futebolista mexicano que atuava como defensor.

## Carreira
Manuel Gutiérrez fez parte do elenco da Seleção Mexicana de Futebol, na Copa de 1950.